# Jana Spengler
Jana Spengler (* 30. Januar 1995) ist eine deutsche Fußballspielerin.

## Karriere

### Verein
Spengler begann im Alter von acht Jahren beim VfL Sindelfingen mit dem Fußballspielen und durchlief dort sämtliche Juniorenmannschaften. 2011 erreichte sie mit den B-Juniorinnen das Finale um die deutsche Meisterschaft, musste sich dort aber mit 2:3 gegen den 1. FFC Turbine Potsdam geschlagen geben. Spengler erzielte in diesem Spiel beide Sindelfinger Tore.
Am 4. Dezember 2011 debütierte sie in der Zweitligapartie gegen den ETSV Würzburg für Sindelfingens erste Mannschaft und stieg mit ihr 2012 als Meister der 2. Bundesliga Süd in die Bundesliga auf. Dort gab sie am ersten Spieltag der Saison 2012/13 bei der 1:9-Niederlage gegen Turbine Potsdam ihr Debüt und erzielte am 30. September 2012 beim 3:2-Sieg gegen den SC Freiburg mit dem Treffer zum zwischenzeitlichen 2:2 ihr erstes Bundesligator. Im Sommer 2013 verließ Spengler Sindelfingen und setzt ihre fußballerische Karriere bei den South Florida Bulls, dem College-Team der University of South Florida fort.
Sie kehrte 2017 zum VfL Sindelfingen zurück. In der Spielzeit 2022/23 spielte sie für den VfL Herrenberg.
Zur Saison 2023/24 wechselte Spengler zum VfB Stuttgart.

### Nationalmannschaft
Spengler bestritt am 24. Juni 2010 mit der Partie der U-15-Nationalmannschaft gegen Norwegen erstmals eine Partie für eine Juniorenauswahl des Deutschen Fußball-Bunds. 2012 war sie Teil der deutschen U-17-Auswahl, die in Nyon die U-17-Europameisterschaft gewann, und kam dort im Finale zum Einsatz.

## Erfolge
- Deutsche B-Junioren Vizemeisterin 2011
- Bundesligaaufstieg 2011/12 mit dem VfL Sindelfingen
- U-17-Europameisterin 2012